# Meg Rosoff

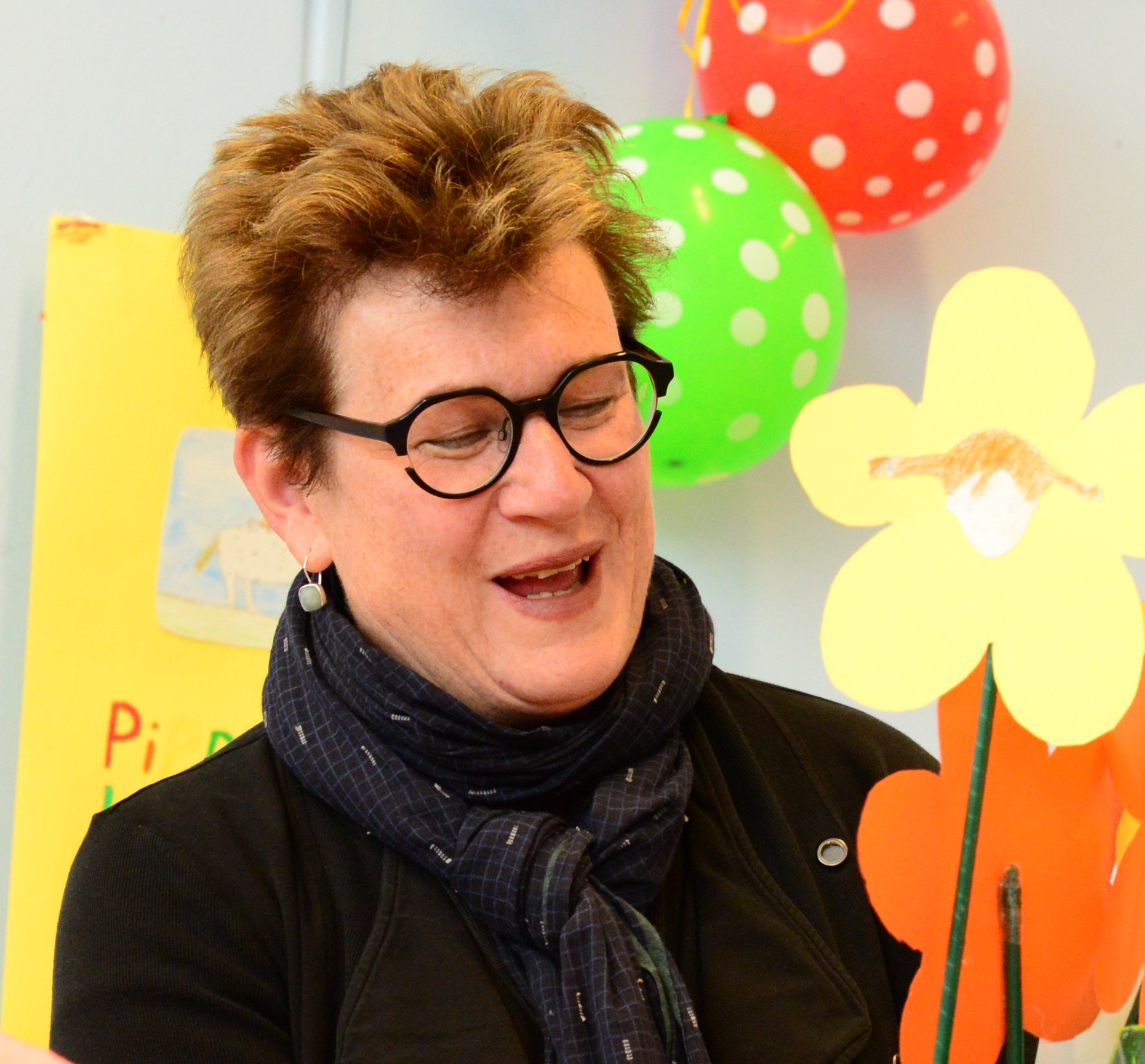
Meg Rosoff under veckan för utdelningen av Litteraturpriset till Astrid Lindgrens minne 2016.

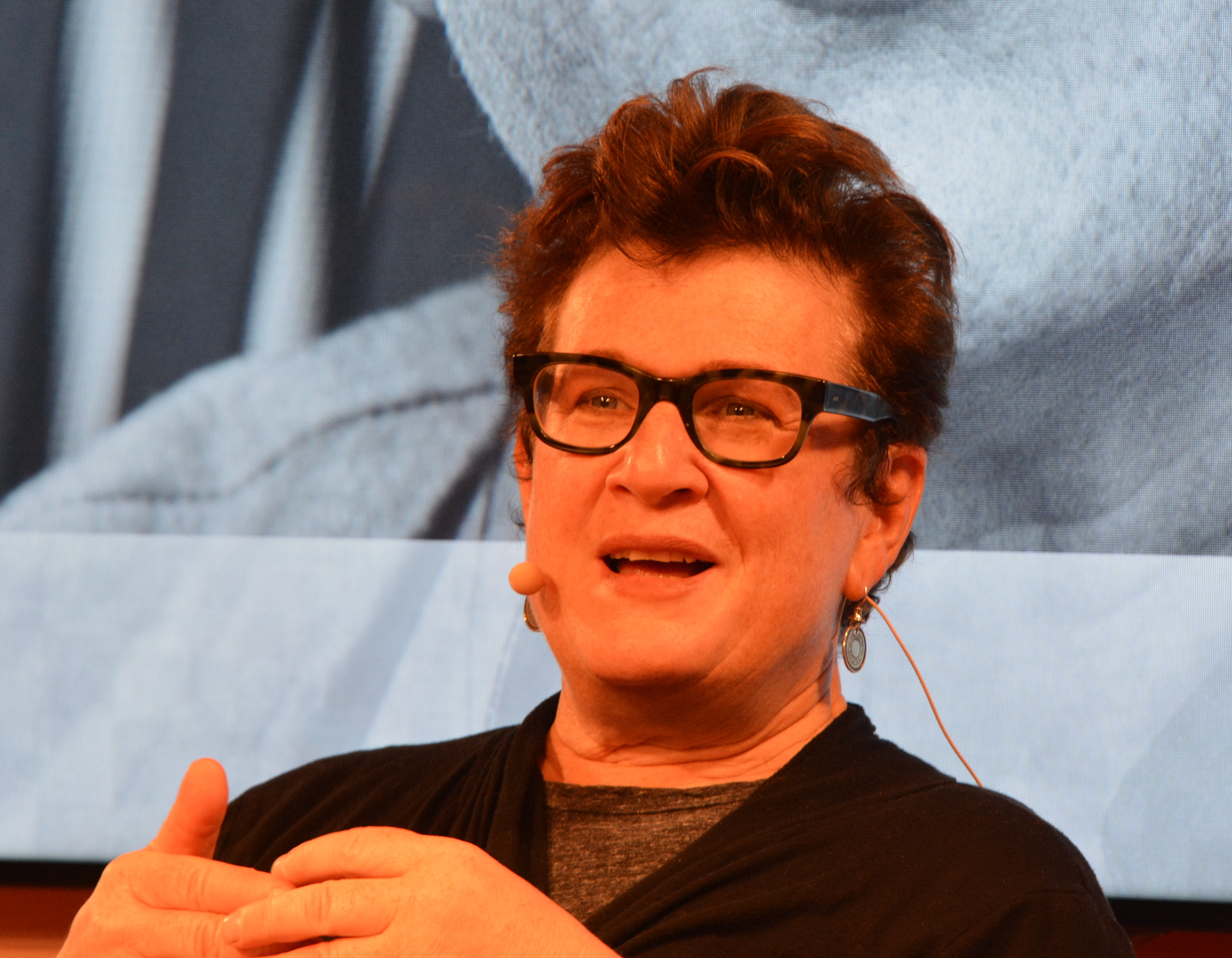
Meg Rosoff på Bokmässan i Göteborg september 2016.

Meg Rosoff, född 16 oktober 1956 i Boston, Massachusetts, är en amerikansk författare bosatt i London.
Hon har bland annat skrivit romanen Så har jag det nu, som har vunnit flera priser. År 2016 fick hon Litteraturpriset till Astrid Lindgrens minne.

## Biografi
Meg Rosoff föddes som den näst äldsta av fyra systrar i en judisk familj. Fadern var läkare. Hon studerade vid Harvard University 1974–77 och utbildade sig därefter i skulptur på Central Saint Martins College of Art and Design i London till 1980. Hon återvände därefter till New York och arbetade i reklambranschen.
Hon flyttade till London 1989. Efter det att hennes yngre syster dött av bröstcancer, debuterade hon som 46-åring 2004 som författare med ungdomsromanen Så har jag det nu. Den vann tre priser och nominerades till 2004 års Whitbread Awards. År 2005 gav hon ut barnboken Meet Wild Boars med illustrationer av Sophie Blackall. Hennes andra roman, Just in Case, publicerades 2006 och vann 2007 års Carnegie Medal. What I Was gavs ut 30 augusti 2007. Hennes böcker har översatts till fler än 20 språk.
Hon skriver om ungdomar i gränslandet mellan barndom och vuxenliv, som utsätts för prövningar i sina försök att finna sig själva. Huvudpersonerna kämpar med sin egen identitet och sexualitet och hamnar ofrivilligt i kaotiska situationer.
År 2016 fick hon Litteraturpriset till Astrid Lindgrens minne med motiveringen:

Meg Rosoffs ungdomsböcker talar till både känsla och intellekt. På en gnistrande prosa skriver hon om människans sökande efter mening och identitet i en besynnerlig och bisarr värld. Hon lämnar aldrig läsaren oberörd. Ingen bok är den andra lik i detta modiga, humoristiska författarskap.
Hon är gift med tecknaren Paul Hamlyn.

## Priser och utmärkelser
- 2004 − Guardian Children's Fiction Prize
- 2005 – Branford Boase Award för How I Live Now
- 2005 – Der Luchs des Jahres
- 2005 –  Julia Ward Howe Prize
- 2005 – Michael L. Printz Award
- 2007 – Carnegie Medal för Just in Case
- 2008 – Deutsche Jugendliteraturpreis
- 2009 – Der Luchs des Jahres Book Prize
- 2016 – Litteraturpriset till Astrid Lindgrens minne[4]